# Донченко Семен Олексійович
Семе́н Олексі́йович До́нченко (нар. 26 лютого 1908 — пом. 1994) — радянський військовий льотчик часів Другої світової війни, генерал-майор авіації.

## Біографія
Народився 26 лютого 1908 року в місті Кременчуці на Полтавщині в родині залізничника. Українець. Закінчив школу ФЗУ, працював слюсарем на вагонобудівному заводі. У 1930 році, як відмінник праці, направлений на навчання до Київського залізничного інституту. Член ВКП(б) з 1930 року.
До лав РСЧА призваний у 1931 році. Закінчив військову авіаційну школу, річні курси командирів авіаційних ланок. Влітку 1934 року призначений командиром авіаланки однієї з авіаційних частин Сибірського військового округу. До початку німецько-радянської війни командував авіаційним загоном, був інспектором-льотчиком авіаційної бригади, інспектором-льотчиком ВПС Сибірського ВО, командиром 1-го швидкісного бомбардувального авіаційного полку того ж округу. В січні 1940 року майор С. О. Донченко був понижений на посаді до командира авіаційної ескадрильї, проте в жовтні того ж року повернувся в командування полком. Учасник німецько-радянської війни з жовтня 1941 року.
В грудні 1942 року направлений на курси удосконалення командирів і начальників штабів, по закінченні який був призначений заступником командира 260-ї змішаної авіаційної дивізії. На початку 1944 року призначений заступником командира, а з листопада того ж року — командиром 9-ї гвардійської штурмової авіаційної дивізії.
По закінченні війни продовжив військову службу в ВПС СРСР. В жовтні 1946 року полковник С. О. Донченко був призначений начальником 2-го відділу Управління бойової підготовки штурмової авіації. В лютому 1951 року закінчив Військову академію Генштабу й призначений командиром 68-го штурмового авіаційного корпусу. Згодом обіймав посаду помічника командувача повітряної армії.
1959 року генерал-майор авіації С. О. Донченко вийшов у запас. Мешкав у Києві, працював у військово-науковому товаристві при Будинку офіцерів Київського ВО. Помер у 1994 році.

## Нагороди
Був нагороджений трьома орденами Червоного Прапора (30.04.1942, 18.05.1945, …), орденами Суворова 2-го ступеня (06.04.1945), Кутузова 2-го ступеня (06.05.1945), Вітчизняної війни 1-го ступеня (11.03.1985), Червоної Зірки, медалями й іноземними нагородами.

## Твори
- (рос.) Донченко С. А. Флагман штурмовой авиации. — К.: Политиздат Украины, 1988. [Архівовано 1 лютого 2015 у Wayback Machine.]